# ناگت‌آباد دین محمد
ناگت‌آباد دین محمد، روستایی از توابع بخش میرجاوه شهرستان زاهدان در استان سیستان و بلوچستان ایران است.

## جمعیت
این روستا در دهستان لادیز قرار دارد و براساس سرشماری مرکز آمار ایران در سال ۱۳۸۵، جمعیت آن ۱۸ نفر (۴خانوار) بوده‌است.